# Альціон лазуровий
Альціо́н лазуровий (Todiramphus diops) — вид сиворакшоподібних птахів родини рибалочкових (Alcedinidae). Ендемік Індонезії.

## Поширення і екологія
Лазурові альціони мешкають на Молуккських островах в провінції Північне Малуку. Вони живуть у вологих і сухих тропічних лісах, в мангрових лісах, на полях і плантаціях. Живляться комахами.